# Imsil
Huyện Imsil (Imsil-gun) là một huyện ở tỉnh Jeolla Bắc, Hàn Quốc.
Huyện này có diện tích 596,88 km2, dân số năm 2001 là 37.514 người.

## Khí hậu
| Dữ liệu khí hậu của Imsil                | Dữ liệu khí hậu của Imsil | Dữ liệu khí hậu của Imsil | Dữ liệu khí hậu của Imsil | Dữ liệu khí hậu của Imsil | Dữ liệu khí hậu của Imsil | Dữ liệu khí hậu của Imsil | Dữ liệu khí hậu của Imsil | Dữ liệu khí hậu của Imsil | Dữ liệu khí hậu của Imsil | Dữ liệu khí hậu của Imsil | Dữ liệu khí hậu của Imsil | Dữ liệu khí hậu của Imsil | Dữ liệu khí hậu của Imsil |
| Tháng                                    | 1                         | 2                         | 3                         | 4                         | 5                         | 6                         | 7                         | 8                         | 9                         | 10                        | 11                        | 12                        | Năm                       |
| ---------------------------------------- | ------------------------- | ------------------------- | ------------------------- | ------------------------- | ------------------------- | ------------------------- | ------------------------- | ------------------------- | ------------------------- | ------------------------- | ------------------------- | ------------------------- | ------------------------- |
| Cao kỉ lục °C (°F)                       | 16.1 (61.0)               | 20.3 (68.5)               | 25.1 (77.2)               | 29.5 (85.1)               | 33.8 (92.8)               | 33.5 (92.3)               | 37.1 (98.8)               | 36.3 (97.3)               | 33.4 (92.1)               | 29.8 (85.6)               | 25.8 (78.4)               | 17.7 (63.9)               | 37.1 (98.8)               |
| Trung bình ngày tối đa °C (°F)           | 3.9 (39.0)                | 6.5 (43.7)                | 11.6 (52.9)               | 18.7 (65.7)               | 23.3 (73.9)               | 26.7 (80.1)               | 28.9 (84.0)               | 29.6 (85.3)               | 26.0 (78.8)               | 20.7 (69.3)               | 13.3 (55.9)               | 6.4 (43.5)                | 18.0 (64.4)               |
| Trung bình ngày °C (°F)                  | −2.3 (27.9)               | −0.2 (31.6)               | 4.4 (39.9)                | 10.6 (51.1)               | 16.0 (60.8)               | 20.5 (68.9)               | 24.0 (75.2)               | 24.1 (75.4)               | 19.3 (66.7)               | 12.3 (54.1)               | 5.6 (42.1)                | −0.3 (31.5)               | 11.2 (52.2)               |
| Tối thiểu trung bình ngày °C (°F)        | −7.6 (18.3)               | −6.0 (21.2)               | −1.9 (28.6)               | 3.0 (37.4)                | 9.2 (48.6)                | 15.3 (59.5)               | 20.3 (68.5)               | 20.1 (68.2)               | 14.3 (57.7)               | 5.8 (42.4)                | −0.5 (31.1)               | −5.8 (21.6)               | 5.5 (41.9)                |
| Thấp kỉ lục °C (°F)                      | −24.4 (−11.9)             | −21.8 (−7.2)              | −13.8 (7.2)               | −7.1 (19.2)               | −0.8 (30.6)               | 4.2 (39.6)                | 10.6 (51.1)               | 8.8 (47.8)                | 2.6 (36.7)                | −4.9 (23.2)               | −17.0 (1.4)               | −21.9 (−7.4)              | −24.4 (−11.9)             |
| Lượng Giáng thủy trung bình mm (inches)  | 37.3 (1.47)               | 43.7 (1.72)               | 53.8 (2.12)               | 76.3 (3.00)               | 88.0 (3.46)               | 169.2 (6.66)              | 315.9 (12.44)             | 311.8 (12.28)             | 138.5 (5.45)              | 41.9 (1.65)               | 46.2 (1.82)               | 29.3 (1.15)               | 1.351,9 (53.22)           |
| Số ngày giáng thủy trung bình (≥ 0.1 mm) | 10.2                      | 8.0                       | 9.3                       | 8.0                       | 9.1                       | 10.7                      | 15.5                      | 15.3                      | 8.5                       | 5.6                       | 7.9                       | 8.8                       | 116.9                     |
| Số ngày tuyết rơi trung bình             | 9.9                       | 7.2                       | 2.6                       | 0.4                       | 0.0                       | 0.0                       | 0.0                       | 0.0                       | 0.0                       | 0.2                       | 2.5                       | 6.7                       | 29.5                      |
| Độ ẩm tương đối trung bình (%)           | 74.8                      | 70.9                      | 68.0                      | 64.0                      | 67.8                      | 73.7                      | 79.5                      | 79.4                      | 77.2                      | 74.4                      | 74.1                      | 75.4                      | 73.3                      |
| Số giờ nắng trung bình tháng             | 161.7                     | 172.7                     | 203.1                     | 232.4                     | 237.4                     | 192.8                     | 166.6                     | 186.5                     | 191.0                     | 209.3                     | 169.6                     | 156.1                     | 2.283                     |
| Phần trăm nắng có thể                    | 51.9                      | 56.2                      | 54.7                      | 59.2                      | 54.5                      | 44.2                      | 37.6                      | 44.6                      | 51.3                      | 59.8                      | 54.8                      | 51.4                      | 51.3                      |
| Nguồn:                                   |                           |                           |                           |                           |                           |                           |                           |                           |                           |                           |                           |                           |                           |